# Odontomachus rixosus
Odontomachus rixosus - gatunek mrówek z rodzaju Odontomachus, należącego do podrodziny Ponerinae w rodzinie mrówek Formicidae.

## Opis
Odontomachus rixosus jest średniej wielkości mrówką, osiągającą długość ciała około 10-12 mm. Ma charakterystyczne, wydłużone żuwaczki, które są jej głównym narzędziem do łapania zdobyczy oraz do obrony przed drapieżnikami. Kolor ciała jest zwykle czarny lub ciemnobrązowy.

## Występowanie
Odontomachus rixosus jest gatunkiem endemicznym dla Gór Błękitnych w Australii. Spotykany jest w lasach deszczowych i na terenach trawiastych na wysokościach od 700 do 1800 metrów nad poziomem morza.

## Tryb życia
Odontomachus rixosus to mrówka drapieżna, która poluje na małe bezkręgowce, takie jak owady, pająki i skorupiaki. Jej charakterystyczne żuwaczki umożliwiają jej szybkie i skuteczne chwytanie zdobyczy. Mrówki te tworzą małe kolonie, składające się z kilkudziesięciu osobników, które żyją w małych gniazdach, zwykle pod kamieniami lub w szczelinach skalnych.

## Ochrona
Odontomachus rixosus nie jest objęty żadnymi specjalnymi programami ochrony, jednak jako gatunek endemiczny dla Gór Błękitnych, jest objęty ochroną prawną, która ma na celu zachowanie unikalnej bioróżnorodności tego obszaru.